# Наполеон I
Наполеон пренасочва насам.  За други значения вижте Наполеон (пояснение).
Наполеон Бонапарт (на френски: Napoléon Bonaparte, на корсикански: Napulione Buonaparte, на италиански: Napoleone Bonaparte), или накратко само Наполеон (15 август 1769 – 5 май 1821 г.) е френски военачалник, консул по време на консулата и първият френски император на французите под името „Наполеон I Велики“ (Napoléon I le Grand) от 18 май 1804 до 6 април 1814 г. и повторно между 20 март и 22 юни 1815 г.
Завоювал военна слава по време на Революционните войни, Наполеон идва на власт чрез преврат спрямо Директорията, с което слага край на Френската революция. Постепенно узурпира изпълнителната власт във Франция, а чрез военни завоевания или съюзи постепенно установява контрол над почти цяла континентална Западна и Централна Европа. Това става в течение на Наполеоновите войни, които първоначално са победоносни, но след неуспешния поход в Русия французите почват да губят, до поражението им в Битката на народите край Лайпциг през октомври 1813 г.
По-късно успява да осъществи краткотрайно завръщане, известно като Стоте дни (les Cent Jours), преди да бъде окончателно победен в битката при Ватерло на 18 юни 1815 г. Малко след това е пленен от британците и изпратен в изгнание на остров Света Елена, където умира.
Освен с военните си успехи, Наполеон е известен с установяването на Наполеоновия кодекс, както и като един от просветените владетели. Наполеон поставя още няколко членове на фамилията Бонапарт на няколко трона в Европа. Макар че те не надживяват поражението му един негов племенник, Наполеон III, управлява Франция през втората половина на XIX век.

## Детство
Наполеоне Бонапарте (на корсикански Nabolione или Nabulione, френското произношение на името му – Наполеон Бонапарт – е възприето по-късно; първото известно съобщение за него се появява в официален доклад от 28 март 1796 г.) е роден в град Аячо на остров Корсика, дълго време владение на Република Генуа. През 1755 г. корсиканците отхвърлят генуезкото господство и образуват самостоятелна република под ръководството на местния земевладелец Паскуале Паоли, секретар на когото е бащата на Наполеон, адвокатът Карло Буонапарте. През 1768 г. Генуезката република продава правата си върху Корсика на френския крал Луи XV. През май 1769 г. в битката при Понтенуово френските войски разгромяват корсиканците и Паоли емигрира в Англия. Наполеон се ражда 3 месеца след тези събития. До 90-те години на XVIII век Паоли остава негов кумир.
Наполеон е второто от 13-те деца на Карло Буонапарте и Мария Летиция Рамолино, пет от които умират в ранна възраст. Семейството му е от дребната корсиканска аристокрация и живее на острова от началото на XVI век. Въпреки че Карло Буонапарте е един от съставителите на конституцията на Корсика, той се подчинява на френската власт, за да има възможност да даде на децата си образование във Франция. Това му помага да се сдобие с благосклонността на французите и през 1771 г. Карло получава длъжността съветник, а през 1778 г. става представител на дворянството от корсиканския парламент в Париж, където остава много години. Доминиращо влияние върху детството на Наполеон оказва и майка му, Мария Летиция Рамолино. Дисциплината налагана от нея донякъде възпира темпераментното момче, наричано Рабулионе („вмешател“ или „разрушител“).
Първоначално децата учат в градското училище в Аячо. Впоследствие Наполеон и някои от братята му и сестрите му се обучават в писане и математика при абата.

## Младост
Благодарение на сътрудничеството си с французите, Карло Буонапарте успява да се сдобие с кралски стипендии за двамата си най-големи синове, Жозеф и Наполеон (в семейството има петима синове и три дъщери). Дотогава Жозеф е подготвян за свещеник, а за Наполеон е предназначена военната кариера. През декември 1778 г. двете момчета напускат острова и са приети в колеж в Отьон с цел обучение по френски език (въпреки че Наполеон говори езика с ясно изразен италиански акцент през целия си живот и не пише правилно). На 15 май следващата година бъдещият император постъпва в кадетската школа в Бриен льо Шато, малко градче, близо до Троа.
В Бриен получава високи оценки по математика и география и сносни по другите дисциплини. След завършване на училището там през 1784 г. Бонапарт е приет в елитната Кралска военна школа в Париж, където завършва двегодишния курс на следването само за една година. Въпреки че първоначално търси морско назначение, във военната школа той учи артилерия.

## Офицерска кариера
При завършването си през септември 1785 г. е назначен като втори лейтенант на артилерията и поема своите нови задължения през януари 1786 г., на 16-годишна възраст. За 10 години Бонапарт извървява цялата йерархия в армията на тогавашна Франция. През 1788 г. се опитва да постъпи на руска служба, но получава отказ от ръководещия набирането на доброволци за участие във война с Турция генерал-поручик Иван Заборовски. Първият боен опит на Бонапарт е участието в експедицията до Сардиния. Десантът бързо е разгромен, въпреки че командващият неголяма артилерийска батарея от четири оръдия подполковник Буонапарте се отличава: той полага максимални усилия за спасяването на оръдията, макар че в крайна сметка се налага да ги потопят. През 1789 г. получава отпуск и се отправя към Корсика, където го застига Френската революция, която той безусловно поддържа.
Прекарва повечето от следващите няколко години в Корсика, където сложната тристранна борба между монархисти, революционери и корсикански националисти е вече завършила. Бонапарт поддържа якобинците и получава поста подполковник на полк от доброволци. След конфликт с все по-консервативния националистически лидер Паскал Паоли, Бонапарт и неговото семейство са принудени да се изселят във Франция през юни 1793 г.
През 1793 г. като капитан от артилерията участва в обсадата на Тулон, превзет от англичаните. Благодарение на неговите способности френската революционна армия превзема Тулон и прогонва британския флот от френските брегове. На 14 януари 1794 г. на 24-годишна възраст е произведен в звание бригаден генерал.
След Термидорианския преврат поради връзките си с Огюстен Робеспиер Бонапарт е арестуван на 10 август (за две седмици). След освобождаването му Наполеон подава оставка заради конфликт с командващите и едва през август 1795 г. получава пост в топографския отдел на Комитета за обществено спасение. В критичния за термидорианците момент Бонапарт е назначен от Пол Барас за помощник и се отличава при потушаването на роялисткия метеж в Париж (13 вандемиер 1795 г.), произведен е в чин дивизионен генерал и е назначен за командващ на тиловите войски. На 9 март 1796 г. Бонапарт се жени за вдовицата на екзекутирания при якобинския терор граф Александър дьо Боарне – Жозефина, бивша любовница на Барас. Някои негови съвременници считат, че назначаването на длъжността главнокомандващ на Италианската армия (назначението е на 23 февруари 1796 г.) е сватбен подарък от страна на Барас, но Бонапарт всъщност е предложен от директора Лазар Карно. Начело на армията Наполеон нанася съкрушително поражение на обединените войски на Сардинското кралство и Австрия, което го прославя като един от най-добрите пълководци на Републиката. С това започва и нова епоха, свързана с големи политически и социални промени, която ще продължи близо 20 години, и ще остане в историята под името Наполеонови войни.

## Идване на власт
Кризата във властта в Париж достига апогея си през 1799 г., когато Бонапарт се намира с войските си в Египет (по време на т.нар. Египетска кампания, в която разбива турската армия, завладява Египет и отчасти Сирия и организира административна и данъчна система в завладените територии). Корумпираната Директория е неспособна да обезпечи завоеванията, направени по време на революцията. В Италия руско-австрийски войски под командването на генерал-фелдмаршал Суворов ликвидират всички завоевания на Наполеон и даже има вероятност да нахлуят във Франция. При тази заплаха Наполеон спешно се завръща във Франция и опирайки се на вярната си армия, извършва военен преврат на 9 ноември 1799 г. Разпуска законодателните органи и Директорията и провъзгласява консулски режим, в който той е първи консул. Набързо е приета нова конституция, приета с плебисцит. Съгласно нея законодателната власт се разделя между Държавен съвет, Трибунат, Законодателен корпус и Сенат, което я прави безпомощна и тромава. Обратно – изпълнителната власт е концентрирана в ръцете на първия консул, тоест Бонапарт. Вторият и третият консули имат само съвещателен глас. Конституцията е одобрена от народа с плебисцит през 1800 г. По-късно чрез Сената Наполеон въвежда декрет за пожизненост на своите пълномощия (1802 г.), а на 18 май 1804 г. се самопровъзгласява за френски император.

## Вътрешна политика
Вече диктатор, Наполеон променя из основи държавното устройство на страната. Вътрешната му политика се състои в укрепването на личната му власт като гаранция за съхранение на резултатите от революцията: гражданските права, правото на поземлена собственост на селяните и др. За целта е създаден Гражданският кодекс (1804 г.), останал в историята под името Наполеонов кодекс. Бонапарт също така провежда административна реформа през 1800 г., учредявайки институциите префект на департамент и субпрефект на окръг, подотчетни на правителството. В градовете и селата се назначават кметове.
През същата година е учредена държавната Френска банка – за съхранение на златните запаси и емисиите книжни пари. До 1936 г. в системата на управление на банката, създадена от Наполеон, не настъпват сериозни изменения: управляващият и заместниците му се назначават от правителството, а решенията се взимат съвместно с 15-членното управително акционерно тяло – така се гарантира баланс между държавните и частните интереси. На 28 март 1803 г. са премахнати книжните пари – платежна единица става франкът, равен на пет-грамова сребърна монета и разделен на 100 сантима.
За централизация на системата за събиране на данъци са създадени „Управление за пряко данъчно облагане“ и „Дирекция за експертно данъчно облагане“ (косвените данъци). Приел държавата в плачевно финансово състояние, Наполеон въвежда стриктни икономии във всички сфери. Нормалното функциониране на финансовата система е обезпечено със създаването на две противостоящи си една на друга, и в същото време сътрудничещи си, институции: Министерството на финансите и Министерството на хазната. Те са оглавявани от водещи за времето си финансисти – Годен и Молиен. Министърът на финансите отговаря за постъпленията в бюджета, а министърът на хазната дава подробен отчет за изразходването на средствата, като неговата дейност се проверява от сметна палата със 100 държавни служители. Палатата контролира разходите на държавата, но не дава мнение за тяхната целесъобразност.
Административните и правните реформи на Наполеон залагат основите на съвременните държави, като голяма част от тези реформи съществуват и днес. Именно тогава е създадена системата на средни (лицеи) и висши учебни заведения (Екол нормал и Екол Политекник, и до днес едни от най-престижните във Франция). Знаейки за важността на въздействието на печатното слово върху общественото мнение, Наполеон с постановление от 27 нивоз закрива 60 от 73 парижки вестника, а останалите поставя под контрола на правителството. Създадени са полиция и тайна служба.
През 1801 г. Наполеон сключва конкордат с папата. Рим признава новата френска власт, а католицизмът е обявен за религия на по-голямата част от французите, като свободата на вероизповеданието е запазена. Назначаването на епископи и дейността на църквата минават под контрола на правителството.

## Външна политика

### Военни кампании
Военният гений на Бонапарт е безспорен – той печели повече от 60 сражения по време на походите си. Редом с таланта си обаче, Наполеон извършва редица реформи в армията, които превръщат френските революционни войски в най-боеспособната сила на континента – закона Журдан за военната повинност, въвеждането на полевите болници, създаването на корпусната система на Великата армия и др.
Наполеоновите войни (1796 – 1815 г.) несъмнено изменят лицето на Европа, макар че значението им е противоречиво. Те нанасят удар по феодалния строй на континента преди всичко в две от важните държави по това време – Австрия и Прусия. Въпреки че френските войски носят свобода на народите, самият Наполеон скоро става „деспот“ в очите на тези народи, което поражда мощни националноосвободителни движения на континента (най-вече в Германия и Испания), довели по-късно до прекрояването на картата на Европа и образуването на нови държави.
Започва период на доминирането на Франция като водеща сила на континента. Стремейки се да установи европейското господство на Франция, Наполеон нарушава баланса на силите на континента. В тези условия военният конфликт до крайна победа с установените европейски сили, и най-вече Великобритания – традиционния пазител на този баланс, е неизбежен.
Кампаниите на Бонапарт в хронологичен ред:
- Първа италианска кампания – 1796 – 1797 г.
- Египетска кампания – 1798 – 1799 г.
- Втора италианска кампания – 1800 г.
- Война на Третата коалиция (Първа Австрийска кампания) – 1805 г.
- Война на Четвъртата коалиция (Пруска кампания) – 1806 г.
- Война на Четвъртата коалиция (Полска кампания) – 1806 – 1807 г.
- Полуостровна война (Испано-португалска кампания) – 1807 – 1814 г.
- Война на Петата коалиция (Втора Австрийска кампания) – 1809 г.
- Руска кампания – 1812 г.
- Саксонска кампания – 1813 г.
- Война на Шестата коалиция (Битка за Франция) – 1814 г.
- Стоте дни (Белгийска кампания) – 1815 г.

Когато Наполеон идва на власт, Франция е в състояние на война с Австрия и Англия. Новият италиански поход на Бонапарт напомня на първия. Прекосявайки Алпите, френската армия неочаквано се появява в Северна Италия. Решителна се оказва победата в битката при Маренго (1800 г.). Заплахата за френската държава и революцията е премахната – с Австрия е сключен Люневилския договор, в който император Франц II се съгласява с условията на Наполеон френската граница да преминава по Рейн. През 1802 г. е сключен и Амиенския мирен договор с Англия, който обаче не разрешава острите противоречия между страните.
През декември 1805 г. Наполеон разгромява Третата антифренска коалиция с поредица решителни победи (Улмската кампания, битката при Аустерлиц), влиза във Виена и сключва Пресбургския мирен договор (1805 г.). В битката при Трафалгар обаче английският флот разгромява обединената френско-испанска ескадра, което променя плановете на Наполеон за нахлуване в Англия.
През 1806 – 1807 г. по време на поредната кампания е победена и новосформираната по инициатива на Прусия Четвърта коалиция – прусаците са обезпокоени от създаването на Рейнския съюз под хегемонията на Наполеон, който на практика му осигурява неограничена власт над Германия. През 1806 г. Бонапарт разгромява Прусия в битките при Йена и Ауерщед и я окупира. В Берлин Наполеон подписва декрет за континентална блокада срещу Англия, който чувствително изостря политическото положение в Европа. Френската армия навлиза във Варшава и преследва руските войски на изток.
През 1807 г. Бонапарт разбива руската армия в битката при Фридланд. Принуждава Русия да се присъедини към континенталната блокада и с Тилзитския мир разделя Европа на две зони на влияние – френска и руска. Франция е абсолютен хегемон на континента.
Преломен момент в кампаниите на Наполеон е започналата през 1808 г. Полуостровна война (още през септември 1807 г. френски войски са окупирали Португалия, която не спазва нарежданията на Наполеон за континентална блокада). Французите навлизат в Испания. Бонапарт сваля Бурбоните от власт и поставя на трона брат си Жозеф. Испанската съпротива, подкрепена от английски части, обаче става все по-упорита и придобива общонароден характер. В края на 1808 г. самият Наполеон се отправя към Испания начело на голям военен корпус. Бонапарт премахва Инквизицията, въвежда равенство пред закона, но испанците продължават да воюват с французите, които смятат за нашественици. Партизанските действия продължават без прекъсване до 1814 г. и изтощават неимоверно френската армия.
През 1809 г. Австрия отново е победена – в решаващата битка при Ваграм Наполеон понася големи загуби, но принуждава австрийците да отстъпят. Австрия губи редица владения в полза на Франция, Италия, Варшавското херцогство. Заедно с това, с цел да усили континенталната блокада, Бонапарт анексира Холандия, германските пристанища на Северно и Балтийско море – Любек, Бремен, Хамбург. Постепенно обаче се изострят френско-руските отношения, тъй като Русия по всякакъв начин се стреми да не спазва блокадата.
През 1812 г. след щателна подготовка Наполеон провежда поход в Русия. Числеността на Великата армия при навлизането в Русия е към 390 000 души, от които около 240 000 войници от всякакви народности. Множеството сражения, разтягането на линиите за снабдяване, както и все по-засилващото се партизанско движение обаче бързо унищожават военните ресурси на французите. Пред стените на Смоленск те са вече под 200 000. През септември след голямата битка при Бородино френският император влиза в изоставената Москва със силно обезкървена армия. В началото на зимата Наполеон решава да потегли на юг, но след кървавите сражения при Малоярославец и Вязма е принуден безславно да отстъпи и потегля обратно за Смоленск. Армията продължава да се топи – в резултат на действията на руската кавалерия, студа и глада. В Смоленск успяват да достигнат само около 50 000 французи и Наполеон решава да отстъпи зад пределите на Русия. Допълнително с френския император от Смоленск потеглят обратно и около 30 000 небоеспособни ранени войници. При Краное френската армия е притисната и дава много жертви – силно намалелите ѝ корпуси един след друг са почти унищожени. Последното сражение е при преминаването на река Березина, където френската армия губи последните си боеспособни части.
Пробуждането на националностите (в Прусия, Италия) и партизанските войни в Испания и Русия изправят Наполеон вече не само срещу крале, но и срещу народи. През 1813 г. той е принуден да воюва срещу цяла Европа.

### Континентална блокада
Икономическата политика на Наполеон се стреми да осигури водеща роля на френската промишленост и финанси на европейските пазари. На това пречат английските капитали, чийто превес е обусловен от вече започналата в Англия индустриална революция. Англия сключва поредица от коалиции против Франция, стараейки се да привлече на своя страна най-големите европейски държави – най-вече Австрия и Русия, финансирайки военните им действия на континента. Първоначално Наполеон планира нахлуване на Британските острови, но при Трафалгар френският флот е унищожен от английския и той е принуден да промени стратегията си. След победата над Четвъртата коалиция Бонапарт владее голяма част от Европа, а много държави са зависими от него.
Така на 21 ноември 1806 г. в Берлин той подписва декрета за континенталната блокада – Франция и всички нейни съюзници прекратяват търговските си отношения с Англия. Европа е основният пазар на английските стоки, както и на тези от колониите ѝ. Континенталната блокада нанася удар по английската икономика: след по-малко от година Англия преживява криза в производството на вълна в текстилната промишленост; пада стойността на английския фунт стерлинг. Но блокадата дава отражение и на континента. Френската промишленост не е в състояние да замени на европейския пазар английската. Нарушаването на търговията с английските колонии води до упадък и на френските пристанища: Ла Рошел, Марсилия и др. Населението страда от липсата на обичайните товари от колониите: кафе, захар, чай.
Немалко страни се опитват да заобиколят или да не спазват въобще режима на континенталната блокада – германските пристанища, Португалия, Русия. В хода на тилзитските преговори например, едно от основните искания на Наполеон е Руската империя да се присъедини към блокадата, а в Португалия е изпратен експедиционния корпус на Жюно.

## Краят на Империята
Докато политиката на Наполеон в първите години на управлението му се ползва с поддръжката на населението (оживление в икономиката, ръст на заплатите, равни възможности – Бонапарт изглеждал като спасител на Франция, а военните победи носели чувство на гордост), то към края тази подкрепа отслабва – войните, които продължават близо 20 години, предизвикват недоволство, наборите в армията се състоят от все по-малко и все по-млади и неопитни войници. Френската промишленост се намира в икономическа криза, а буржоазията не вижда смисъл от завоеванията на Наполеон и се настройва против него и семейството му (бракът с австрийката Мария Луиза, въпреки родения наследник, е крайно непопулярен във Франция). Агресивната външна политика на Бонапарт настройва срещу него цяла Европа – в Испания се води партизанска война, в Германия има патриотични настроения, кампанията в Русия завършва катастрофално.
По време на движението на руската армия на запад новата антифренска коалиция бързо нараства. В Битката на народите край Лайпциг срещу Бонапарт воюват руснаци, шведи, австрийци, саксонци и прусаци. Наполеон претърпява поражение и след влизането на съюзниците в Париж абдикира от престола (1814 г.). През нощта на 12 срещу 13 април 1814 г. във Фонтенбло, оставен сам със своите придворни (с него са само няколко слуги, лекар и генерал Коленкур), Наполеон решава да сложи край на живота си. Той поема отрова (която носи винаги със себе си след поражението при Малоярославец, когато едва не попада в плен), но тя се оказва слаба поради дългото съхраняване и Бонапарт оцелява. По решение на монарсите на съюзниците той получава в свое владение малкия остров Елба в Средиземно море. На 20 април 1814 г. Наполеон напуска Фонтенбло и се отправя на заточение.

## Стоте дни
През пролетта на 1815 г. Бонапарт напуска остров Елба и се завръща във Франция. Настъпва периодът на т. нар. „100 дни“. Реставрацията на монархията във Франция е премахната. По време на военната кампания през юни армиите под командването на Наполеон и на маршалите Мишел Ней и Емануел Груши нанасят последователни поражения на пруско-саксонските и англо-холандски войски при Лини, Катр-Бра и Вавре. На 18 юни битката при Ватерло е загубена поради отдалечаване на резервните корпуси на Груши в преследване на отстъпващата пруска армия на Блюхер. Немците правят обходна маневра и пристигат на полесражението в критичния момент, за да подкрепят защитата на англичаните, командвани от херцог Уелингтън. След загубата при Ватерло Наполеон повторно се отказва от властта и е заточен на остров Света Елена.

## На Света Елена
На Наполеон е разрешено да подбере съпровождащи офицери, които да се качат с него на английски кораб – Анри Гасиен Бертран, Шарл-Тристан Монтолон, граф Емануел де Лас Каз и Гаспар Гурго. В свитата на Наполеон има общо 27 души. На 7 август 1815 г. на борда на кораба „Нортъмберленд“ бившият император напуска Европа, съпровождан от девет кораба и с ескорт от 3000 войници, които ще охраняват Наполеон на Света Елена. На 17 октомври 1815 г. Наполеон пристига в Джеймстаун – единственото пристанище на острова. За местообитание на Наполеон и свитата му е определена просторната къща Лонгуд Хаус (бивша лятна резиденция на генерал-губернатора), разположена на възвишение, на 8 километра от Джеймстаун. Англичаните правят всичко възможно, за да направят бягството на Бонапарт от острова невъзможно. Къщата и прилежащата ѝ територия са оградени с каменна стена в протежение на шест километра. Около стената са поставени часови по такъв начин, че да могат да се виждат един друг. На върховете на околните хълмове са разположени други, които съобщават със сигнални флагчета за всички действия на Наполеон.
Отначало императорът възлага големи надежди на смяната на европейската (преди всичко на британската) политика. На Наполеон е известно, че наследницата на английския престол, принцеса Шарлота (дъщеря на принц-регента, бъдещия крал Джордж IV), е негова страстна поклонничка. Но принцесата умира при раждане през 1817 г.
Новият губернатор на острова, Хъдзън Лоу, още повече ограничава свободата на императора: поставя граници на разходките му, изисква от Наполеон да се показва пред караулния офицер не по-малко от два пъти на ден, старае се да ограничи контактите му с външния свят. По този начин Наполеон е обречен на бездействие – здравето му се влошава, за което той и свитата му обвиняват нездравословния екваториален климат на острова, разположен на 160 южна ширина и на 2800 km на запад от брега на Ангола.
По това време Наполеон се отдава на старото си хоби – шахмата, с което запълва част от времето си. Три от партиите му от 1804 до 1820 г. влизат в историята като шедьоври.

### Смърт
Състоянието на Бонапарт неизменно се влошава – от 1819 г. той боледува почти непрекъснато. Често се оплаква от болки в дясната страна, краката му подпухват. Лекуващият го лекар поставя диагноза хепатит. Наполеон подозира, че това е рак – болестта, от която е починал неговият баща. През март 1821 г. състоянието му толкова се влошава, че той вече не се съмнява в близката си смърт. На 13 април 1821 г. Наполеон продиктува своето завещание – вече не може да се придвижва без чужда помощ, болките стават все по-остри и мъчителни.
Наполеон Бонапарт умира на 5 май 1821 г. (събота) в 17 часа и 49 минути. Погребан е близо до Лонгуд в местност, носеща името Долината на върбите.
През 1840 г. крал Луи-Филип, отстъпвайки пред натиска на бонапартистите, изпраща делегация на Света Елена, която да изпълни последната воля на Наполеон – да бъде погребан във Франция. Тленните му останки са пренесени в Дома на инвалидите в Париж, където се намират и до днес в саркофаг, изработен от карелски червен кварцит върху постамент от зелен гранит. Материалът за направата на саркофага е подарен на френското правителство от руския император Николай I.
По-късно са публикувани „Мемоари от остров Света Елена“ и „Мемоари“ на Наполеон, продиктувани по време на заточението.